# Saison 2016 des Rays de Tampa Bay
La saison 2016 des Rays de Tampa Bay est la 19e saison en Ligue majeure de baseball pour cette franchise.

## Contexte
En 2015, leur première campagne sous les ordres de Kevin Cash, les Rays gagnent trois parties de plus qu'en 2014 mais ratent les séries éliminatoires et remettent une fiche perdante pour une seconde année consécutive. C'est aussi la première fois qu'ils ont un bilan perdant deux saisons de suite depuis 2006-2007. Leurs 80 victoires et 82 défaites les classent 4e sur 5 clubs dans la division Est de la Ligue américaine. La saison marque l'émergence du jeune droitier Chris Archer comme lanceur numéro un des Rays(en),.

## Calendrier pré-saison
L'entraînement de printemps 2016 des Rays se déroule du 2 mars au 1er avril. Le 22 mars, les Rays jouent un match d'exhibition contre l'équipe nationale cubaine à l'Estadio Latinoamericano de La Havane dans le premier match de baseball présenté par la Ligue majeure de baseball à Cuba depuis 1999.

## Saison régulière
La saison régulière de 162 matchs des Rays débute le 3 avril 2016 par la visite des Blue Jays de Toronto et se termine le 2 octobre suivant.

### Classement
| Ligue américaine division Est | V  | D  | %    | Diff. | Diff. (séries) |
| ----------------------------- | -- | -- | ---- | ----- | -------------- |
| Red Sox de Boston             | 93 | 69 | ,574 | -     | -              |
| Blue Jays de Toronto          | 89 | 73 | ,549 | 4     | -              |
| Orioles de Baltimore          | 89 | 73 | ,549 | 4     | -              |
| Yankees de New York           | 84 | 78 | ,519 | 9     | 5              |
| Rays de Tampa Bay             | 68 | 94 | ,420 | 25    | 21             |